# 马格洛讷新城
马格洛讷新城（法語：Villeneuve-lès-Maguelone，法語發音：[vilnœv lɛ maɡlɔn]）是法国埃罗省的一个市镇，位于该省中部，属于蒙彼利埃区。

## 地理
马格洛讷新城（43°31'56"N, 3°51'39"E）面积22.7 平方千米，位于法国奧克西塔尼大區埃罗省，该省份为法国南部沿海省份，南濒地中海，西南接奥德省，西北接塔恩省和阿韦龙省，东北与加尔省接壤。
与马格洛讷新城接壤的市镇（或旧市镇、城区）包括：法布雷格、弗龙蒂尼昂、拉特、米尔瓦勒、帕拉瓦斯莱弗洛、圣让德韦达斯、维克拉加尔迪奥勒。

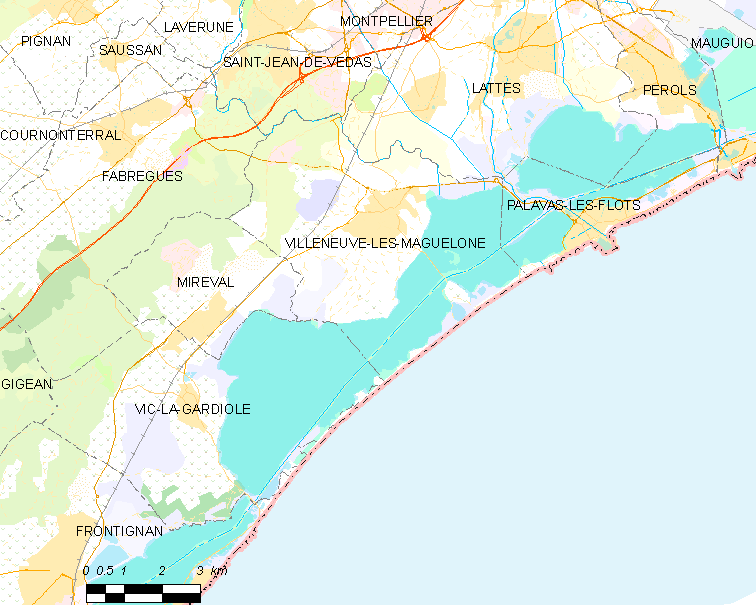
马格洛讷新城的OSM定位图

马格洛讷新城的时区为UTC+01:00、UTC+02:00（夏令时）。

## 行政
马格洛讷新城的邮政编码为34750，INSEE市镇编码为34337。

## 政治
马格洛讷新城所属的省级选区为皮尼昂县。

## 人口

1962-2008年间马格洛讷新城人口变化图示

马格洛讷新城于2022年1月1日时的人口数量为10406人。